# Varzielas
Varzielas é uma povoação portuguesa do Município de Oliveira de Frades que foi sede da extinta Freguesia de Varzielas, freguesia que tinha 11,24 km² de área e 359 habitantes (em 2011), e, por isso, uma densidade populacional de 31,9 hab/km².
A Freguesia de Varzielas, que abrangia os lugares de Bezerreira, Monte Teso e Varzielas, foi extinta (agregada) pela reorganização administrativa de 2012/2013, tendo o seu território sido integrado na então criada União das Freguesias de Arca e Varzielas. 
Era uma das duas antigas freguesias de Oliveira de Frades que constituíam o exclave situado a sudeste da porção principal. A outra freguesia do exclave era Arca.
Varzielas possui uma igreja dedicada a São Pedro, dependente do vigário de São João do Monte, da Diocese de Viseu.

## História
Há evidência de ocupação humana no território desde épocas pré-históricas. Pertencia ao antigo concelho de São João do Monte, extinto em 24 de Outubro de 1855, altura em que passou a ser parte do concelho (atual município) de Oliveira de Frades.

## População
| População da freguesia de Varzielas | População da freguesia de Varzielas | População da freguesia de Varzielas | População da freguesia de Varzielas | População da freguesia de Varzielas | População da freguesia de Varzielas | População da freguesia de Varzielas | População da freguesia de Varzielas | População da freguesia de Varzielas | População da freguesia de Varzielas | População da freguesia de Varzielas | População da freguesia de Varzielas | População da freguesia de Varzielas | População da freguesia de Varzielas | População da freguesia de Varzielas |
| ----------------------------------- | ----------------------------------- | ----------------------------------- | ----------------------------------- | ----------------------------------- | ----------------------------------- | ----------------------------------- | ----------------------------------- | ----------------------------------- | ----------------------------------- | ----------------------------------- | ----------------------------------- | ----------------------------------- | ----------------------------------- | ----------------------------------- |
| 1864                                | 1878                                | 1890                                | 1900                                | 1911                                | 1920                                | 1930                                | 1940                                | 1950                                | 1960                                | 1970                                | 1981                                | 1991                                | 2001                                | 2011                                |
| 397                                 | 432                                 | 410                                 | 394                                 | 443                                 | 440                                 | 490                                 | 490                                 | 505                                 | 531                                 | 522                                 | 509                                 | 518                                 | 434                                 | 359                                 |

| Distribuição da População por Grupos Etários | Distribuição da População por Grupos Etários | Distribuição da População por Grupos Etários | Distribuição da População por Grupos Etários | Distribuição da População por Grupos Etários | Distribuição da População por Grupos Etários | Distribuição da População por Grupos Etários | Distribuição da População por Grupos Etários | Distribuição da População por Grupos Etários | Distribuição da População por Grupos Etários |
| -------------------------------------------- | -------------------------------------------- | -------------------------------------------- | -------------------------------------------- | -------------------------------------------- | -------------------------------------------- | -------------------------------------------- | -------------------------------------------- | -------------------------------------------- | -------------------------------------------- |
| Ano                                          | 0-14 Anos                                    | 15-24 Anos                                   | 25-64 Anos                                   | > 65 Anos                                    |                                              | 0-14 Anos                                    | 15-24 Anos                                   | 25-64 Anos                                   | > 65 Anos                                    |
| 2001                                         | 65                                           | 52                                           | 217                                          | 100                                          |                                              | 15,0%                                        | 12,0%                                        | 50,0%                                        | 23,0%                                        |
| 2011                                         | 52                                           | 27                                           | 178                                          | 102                                          |                                              | 14,5%                                        | 7,5%                                         | 49,6%                                        | 28,4%                                        |

Média do País no censo de 2001:  0/14 Anos-16,0%; 15/24 Anos-14,3%; 25/64 Anos-53,4%; 65 e mais Anos-16,4%
Média do País no censo de 2011:   0/14 Anos-14,9%; 15/24 Anos-10,9%; 25/64 Anos-55,2%; 65 e mais Anos-19,0%

## Património
- Igreja de São Pedro (matriz)
- Capela da Bezerreira
- Campanário da Igreja
- Cruzeiro de Parral
- Moinhos de água
- Lugar de Bezerreira
- Trecho da serra do Caramulo
- Miradouro de Varzielas